# Малтийският сокол (филм, 1941)
„Малтийският сокол“ (на английски: The Maltese Falcon) е американски криминален филм, излязъл по екраните през 1941 година, режисиран от Джон Хюстън с участието на Хъмфри Богарт и Мери Астор. Сценарият, написан също от Хюстън, е базиран на едноименния роман на Дашиъл Хамет и е римейк на едноименния филм от 1931 г. Филмът е режисьорският дебют на Джон Хюстън. Произведението получава възторжени акламации от критиката, наричаща го първата голяма творба в жанра филм ноар.

## Сюжет
Внимание:  Текстът по-долу разкрива сюжета на произведението (или части от него)!
Някой убива сътрудника на частния детектив Сам Спейд. Полицията подозира него самия, защото се разбира, че е ухажвал жената на убития. Но Сам знае, че убийството е свързано по някакъв начин с последния им случай и с появата на загадъчната красавица Бриджит О'Шонеси в кантората им. В процеса на издирването той разбира, че цяла върволица мошеници от висока класа са готови на всичко, за да се докопат до безценна реликва на ордена на тамплиерите - инкрустирана със скъпоценни камъни статуетка на сокол. В надпреварата за притежанието на статуетката човешкия живот не значи нищо и скоро много от тях ще го разберат за своя собствена сметка...

## В ролите
| Актьор            | Роля                       |
| ----------------- | -------------------------- |
| Хъмфри Богарт     | Сам Спейд, частен детектив |
| Мери Астор        | Бриджит О'Шонеси           |
| Гладис Джордж     | Ейва Арчър                 |
| Питър Лори        | Джоъл Кайро                |
| Сидни Грийнстрийт | Каспър Гътман              |
| Бартон Маклейн    | лейтенант Дънди            |
| Лий Патрик        | Ефи Перин                  |
| Уард Бонд         | детектив Том Полхаус       |
| Джером Кауен      | Майлс Арчър                |
| Елиша Кук         | Уилмър Кук                 |
| Джеймс Бюрк       | Люк                        |
| Мъри Алпър        | Франк Ричман               |
| Джон Хамилтън     | Брайън                     |
| Уолтър Хюстън     | капитан Джейкъби           |

## Награди и номинации
На 14-ата церемония по връчване на наградите „Оскар“ филмът е номиниран за награда в 3 категории, включително за „Най-добър филм“.
Филмът е поставен от Американския филмов институт в някои категории както следва:
- АФИ 100 години... 100 филма – #23
- АФИ 100 години... 100 филма (10-о юбилейно издание) – #9
- АФИ 100 години... 100 трилъра – #31
- АФИ 10-те топ 10 – #6 Мистерия

- През 1989 година, филмът е сред първите произведенията, избрани като културно наследство за опазване в Националния филмов регистър към Библиотеката на Конгреса на САЩ. [2]